# Xã King City, Quận McPherson, Kansas
Xã King City (tiếng Anh: King City Township) là một xã thuộc quận McPherson, tiểu bang Kansas, Hoa Kỳ. Năm 2010, dân số của xã này là 477 người.